# Pallas Könyvtár
A Pallas Könyvtár, hirdetésében A hazai és külföldi jelesebb szépirodalom tárháza  egy 19. század végi magyar szépirodalmi könyvsorozat volt.

## Jellemzői
A sorozatot az 1884-ben megalakult Pallas Irodalmi és Nyomdai Rt. indította 1885-ben, „mellyel jó szolgálatot akar tenni első sorban hazai olvasó közönségünknek azáltal, hogy jelesebb eredeti és jó fordítású kitünőbb külföldi szépirodalmi munkálatokat nyujt benne olvasmányul, másodsorban, hogy irodalmunkat jó eredeti dolgozatok kiadása által gyarapítsa”, áll egy könyvismertetősben. A sorozatnak alacsony árat szabtak a nagy elterjedés reményében, ugyanakkor olyan igényességgel állították ki a köteteket, hogy azok „bármely szalon-asztalon is helyet foglalhassanak. Szép papír, tiszta nyomás és csinos vászonkötés érdemessé fogják tenni, hogy e helyet méltóan betölthessék”. Mivel az első évfolyamot kedvezően fogadta az olvasóközönség, a kiadó 1886-ban második évfolyamot adott ki, és arra törekedett, hogy „necsak megtartsa magának eddigi híveit, de mind nagyobb körben váljék valóban családi könyvtárrá [sorozata], mely helyet talál minden magyar házban, hol a jó ízlés úgy az olvasmányok tartalmát, mint a könyvek külsejét illetőleg uralkodó.” Később harmadik, negyedik, és ötödik évfolyam is megjelent, összesen 60 kötet.

## Borítója
A sorozat kötetei zöld vászonkötésben jelentek meg, amelyen fekete színnel alul és középen görögös vízszintes sorminta, női arcképes-iniciálés „P” betűs „Pallas Könyvtár” felirat, kötetcím, szerző, alul a kiadó neve, bal oldalt leveles díszítés kapott helyet. Létezett piros és kék borítós változat is. (A betű és díszítés szín itt is fekete volt.)

## Részei
Az egyes kötetek a következők voltak:

### I. évfolyam – 1885
- 1. köt. Tolnai Lajos. A falu urai. Regény. (232 l.)
- 2. köt. Gabányi Árpád. Két vén gyerek. Regény. (17 l.)
- 3. köt. Bret Harte. Maruja. Ford. Fái J. Béla. (202 l.)
- 4. köt. Comvay Hugh. (F. J. Fargus.) A hó titka. Regény. Ford. Fái J. Béla. (235 l.)
- 5. köt. Boisgobey. A horgas ujjú. Regény. Francziából ford. K. S. 2 kötet. (166, 172 l.)
- 6. köt. Sutherland H. Edwards. Az elveszett ember. Angol regény. (147 l.)
- 7–8. köt. Gréville Henry. Kleopátra. Regény. Fordította Fái J. Béla. (305 l.)
- 9–10. köt. Beniczkyné Bajza Lenke. Zárt ajtók mögött. Regény. (287 l.)
- 11. köt. Conway Hugh. Viola. Regény. (190 l.)
- 12. Benedek Elek. A kollektor. Regény a székely népéletből. (189 l.)

### II. évfolyam – 1886
- 1. köt. Theuriet André. Egy gyenge pillanat. Regény. Franciából fordította R. Trux Hugóné. (183 l.)
- 2. köt. Ouida. Don Gesualdo. Esős mézeshetek. Fordította Fái J. Béla. (178 l.)
- 3. köt. Szabó Endre. A kardos menyecske. Regény. Számos képpel. (178 l.)
- 4. köt. Alarcon Pedro, A de. Veneno kapitány. Fordította Fái J. Béla. – Ulbach Louis. A kártyás leánya. Elbeszélés. (196 l.)
- 5. köt. Verga Giovanni. Elena. Olasz regény. Fordította Korda Imre. (217 l.)
- 6–7. köt. Szenvedések iskolája. Regény. Franciából I. B. – Garcia Francesco Flores. Öld meg! Spanyol elbeszélés. (33 l.)
- 8–9. köt. Tolnai Lajos. A jégkisasszony. Regény. (277 l.)
- 10. köt. Griffiths Arthur. A 99-es. Regény. Angolból ford. Szigethyné Szalay Erzsi. (213 l.)
- 11. köt. Trollope Antony. Szemet-szemért. Regény. Angolból.
- 12. köt. Murray D. Chr. Gabriel Kenyon. Regény. (264 l.)

### III. évfolyam – 1887
- 1-2. köt.: Dandet Ernő. Szárnya-szegetten. Regény. 2 köt. (148, 117 l.)
- 3. köt. Greville H. Mávra. Regény. – Meghitt. Elbeszélés. (172 l.)
- 4. köt. Bret Harte. A Rouch-and Ready-i milliomos. – Sutheriand Edwards. A zálogházban. (95 l.)
- 5–10 köt. Tolstoj Leo. Karenin Anna. Regény. Fordította R. Trux Hugóné.6 köt. (173, 140, 125, 148, 125, 155 l.)
- 11. köt. Schjörring Johanna. A tenger leánya. Dán regény. (224 l.)
- 12. köt. Conway Hugh Az álomlátó. Uj élet. Két beszély. Fordította Fái J. Béla. (182 l.)

### IV. évfolyam – 1888
- 1–2. köt. Bourget Pál. Ne ölj! Regény. Fordította Fái J. Béla. 2 kötet. (179, 182 l.)
- 3. köt. Beniczkyné Bajza Lenke. Gyöngysor. Eredeti regény. (196 l.)
- 4. köt. Collins Wilkie. A molnár leánya. Beszély. – Misasi Nic. Marco. Olasz beszély. (207 és 45 l.)
- 5–6. köt. Corelli Mária. Egy halott története. Regény. 2 köt. (204, 225 l.)
- 7. köt. Kazár Emil. A ma holnap nélkül. Regény. (206 l.)
- 8. köt. Eltűnt ékszerek. Angol regény. (220 l.)
- 9. köt. Turgenjew Iván Bazaroff. Orosz regény. (247 l.)
- 10. köt. Judith. Clémence. Eredeti regény. (192 l.)
- 11–12. köt. Conway Hugh. Kegyetlen örökös. Regény. 2 kötet. (230 és 207 l.)

### V. évfolyam – 1889
- 1–2. köt. Haggard Rider H. Kleopatra Egyiptom asszonya. Regény. Fordította Fái J. Béla. 2 köt. (458 l.)
- 3. köt. Dosztojevszky M. Fedor. A játékos. Orosz regény. (187 l.)
- 4. köt. Collins Wilkie. A rémuralom napjaiból. Regény. (174 l.)
- 5–8. köt. Richebourg Emil. A férj. Regény. 4 köt. (8-r. 212, 185, 336, 324 l.)
- 9. köt. Titkos bosszú. Párisi regény. Francia eredeti után S. R. (238 l.)
- 10. köt. Braddon M. E. Számkivetve. Regény. (253 l.)
- 11–12. köt. About Edmund. A hegyek királya. Fordította R. J. 2 köt. (145, 156 l.)